# Salvador zászlaja
Salvador zászlajának és emblémájának alapja a Közép-Amerikai Egyesült Tartományok zászlaja. A háromszög az egyenlőség szimbóluma; csúcsai a hatalom három ágát: a törvényhozói hatalmat, a végrehajtói hatalmat és a bírói hatalmat jelképezik. 
A vulkánok Közép-Amerika öt országát idézik, amelyeket a két óceán fog közre. A háromszögben a szabadság szimbóluma (frígiai sapka), a nép eszményei (arany sugarak) és a béke eszméje (szivárvány) kaptak helyet. A mottó, Dios, Unión, Libertad (Isten, Egység, Szabadság) az Istenben, a család egységében és a nép függetlenségében való hitről tanúskodik. A 14 levélcsomó Salvador közigazgatási egységeinek számára utal.